# Oxylabes madagascariensis
Il garrulo del Madagascar o oxilabe golabianca (Oxylabes madagascariensis J.F.Gmelin, 1789)  è un uccello passeriforme della famiglia Bernieridae, nell'ambito della quale rappresenta l'unica specie ascritta al genere Oxylabes Sharpe, 1870.

## Etimologia
Il nome generico Oxylabes deriva dal greco οξυλαβης oxylabēs 'veloce ad acchiappare', e si riferisce all'abilità predatoria di questi uccelli; l'epiteto specifico madagascariensis è un chiaro riferimento al loro areale.

## Descrizione

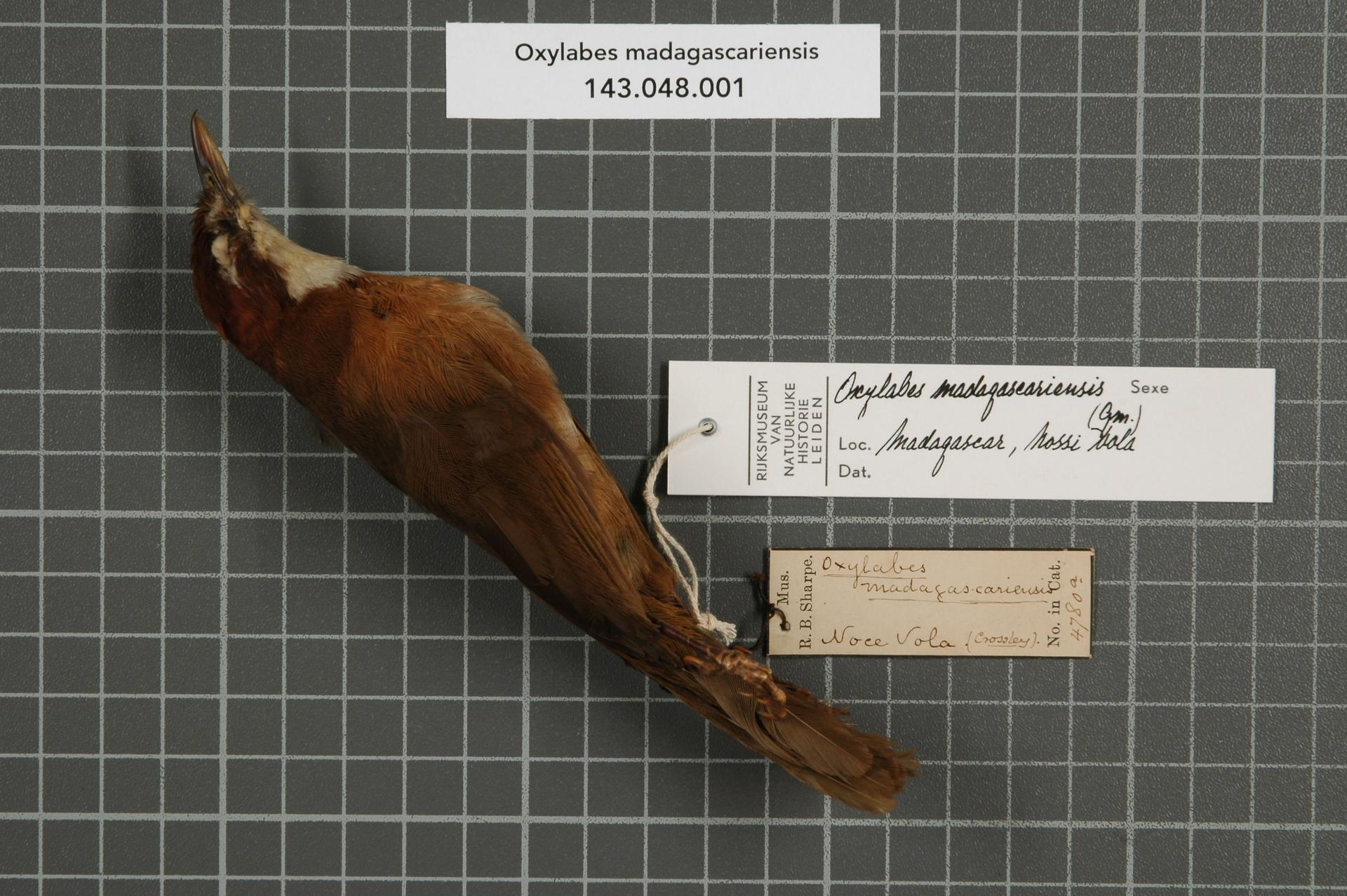
Veduta laterale di esemplare impagliato.

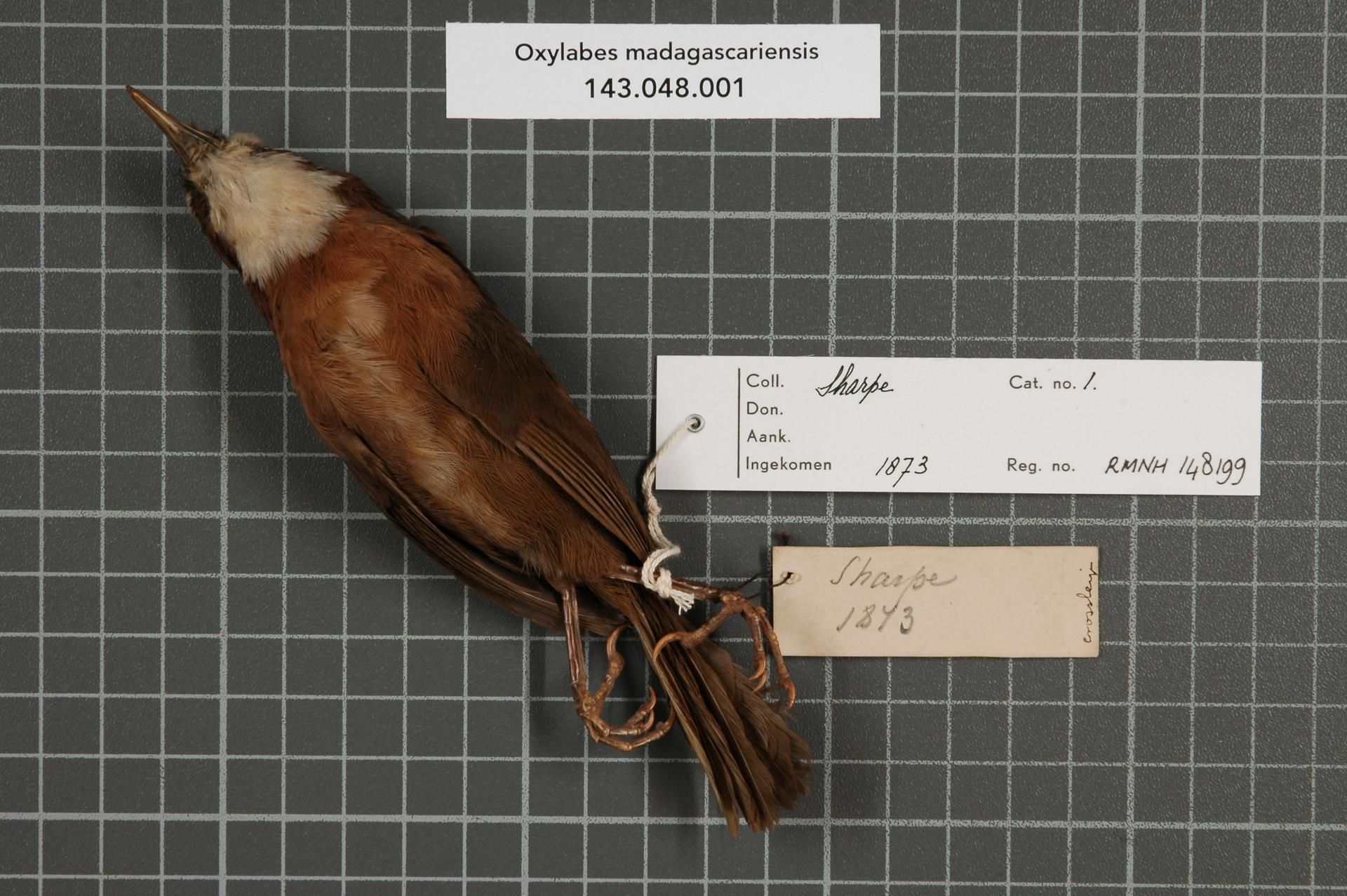
Veduta ventrale di esemplare impagliato.

### Dimensioni
Misura 17-18 cm di lunghezza, per 18-30 g di peso.

### Aspetto
Si tratta di uccelli dalla grossa testa arrotondata con becco conico piuttosto allungato con punta lievemente uncinata, ali arrotondate, coda di forma allungata con estremità arrotondata e forti zampe.
Il piumaggio è di color castano-rossiccio su fronte, e vertice, caffè su nuca, dorso, ali e coda e bruno-nocciola su petto e ventre, con quest'ultimo che presenta parte centrale di colore biancastro: la gola è bianca anch'essa, così come bianca è una sottile banda che va dai lati del becco alla tempia, sottolineata da una banda nera che si ferma all'occhio, formando una mascherina.

È presente un lieve dimorfismo sessuale, con maschi dal rossiccio dorsale più acceso e con ridotta presenza di bianco sul sopracciglio: gli esemplari giovani, invece, presentano colorazione lievemente diversa dagli adulti, il che ha portato in passato a descriverli erroneamente come una specie a sé stante, col nome di Hypositta perdita.
Il becco e le zampe sono di colore nerastro, mentre gli occhi sono di color bruno-rossiccio.

## Biologia

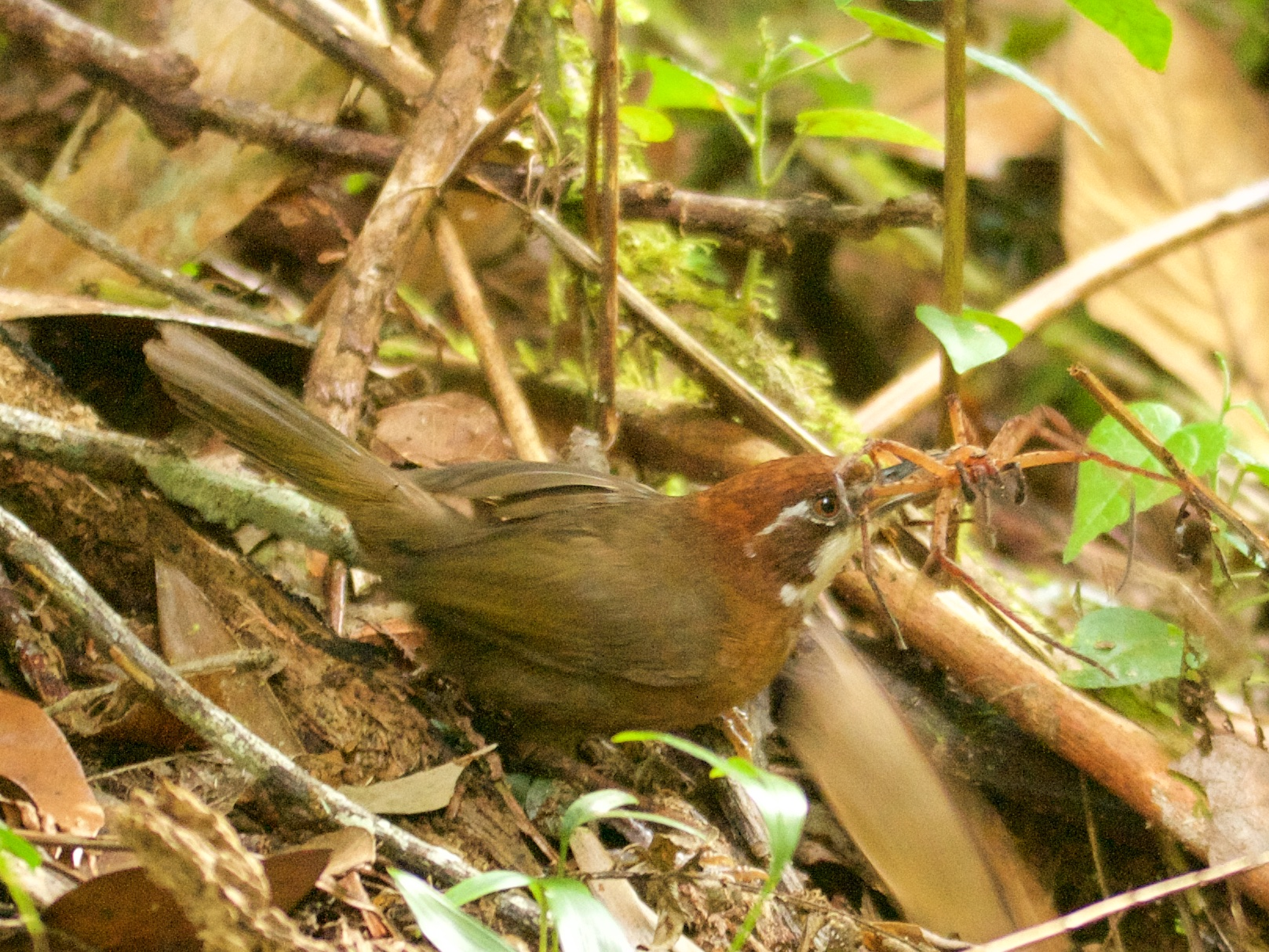
Esemplare si alimenta al suolo in natura.

Si tratta di uccelli diurni, che vivono da soli o in coppie, passando la maggior parte del tempo alla ricerca di cibo al suolo, fra il fogliame caduto, i detriti e i rami dei cespugli.
Sono uccelli territoriali: per segnalare a eventuali intrusi di stare alla larga, diffondono il richiamo di allarme nella foresta (spesso emesso in coppia).

### Alimentazione
Si tratta di uccelli insettivori, la cui dieta si basa su insetti di medie dimensioni (scarabei, omotteri, ortotteri) e ragni.

### Riproduzione
Si tratta di uccelli monogami, la cui stagione degli amori va da agosto ad ottobre: il nido è a forma di coppa e con fibre vegetali, e viene costruito da ambedue i genitori a 1-2 m dal suolo, ben nascosto in un cespuglio.

All'interno del nido vengono deposte due o tre uova, che la femmina cova per una ventina di giorni, al termine dei quali schiudono pulli ciechi e implumi: essi vengono imbeccati da ambedue i genitori, e in tal modo s'involano attorno alle tre settimane di vita; continueranno però a rimanere coi genitori (seguendoli nei loro spostamenti, e chiedendo loro l'imbeccata ogni tanto) per almeno tre settimane, prima di allontanarsene in maniera definitiva e rendersi indipendenti.

## Distribuzione e habitat
L'oxilabe golabianca è endemico del Madagascar, del quale popola la punta settentrionale dalla Montagna d'Ambra e tutta la fascia costiera orientale dell'isola, a sud fino al parco nazionale di Andohahela.
L'habitat di questi uccelli è rappresentato dalla foresta pluviale umida con denso sottobosco, dal livello del mare fino a 2000 m di quota (pur essendo più comune fra gli 800 e i 1600 m).